# Mateo Aramburú
Mateo Sebastián Aramburú Birch (Guatemala-Stad, 10 maart 1998) is een Uruguayaans voetballer die als aanvaller voor 1. FC Phönix Lübeck speelt.

## Carrière
Mateo Aramburú werd in Guatemala geboren als zoon van een Uruguayaanse vader en een Engelse moeder. Hij speelde in de jeugd van het Uruguayaanse Defensor Sporting Club en het Argentijnse CA Huracán. In het seizoen 2018/19 speelde hij kort voor de Franse amateurclub Le Touquet AC, waarvoor hij eenmaal in actie kwam in de Championnat National 3, tegen Olympique Marcquois. In 2019 speelde hij een half jaar voor het reserve-elftal van Barnsley FC. Hierna was hij op proef bij Viborg FF, FC Helsingør en FC Den Bosch, waarna hij in 2020 bij TOP Oss aansloot. Hier debuteerde Aramburú op 5 september 2020 in het betaald voetbal, in de met 3-0 verloren uitwedstrijd tegen Roda JC Kerkrade. Na een half seizoen werd zijn contract ontbonden en sloot hij bij Wuppertaler SV aan. Hier scoorde hij in achttien wedstrijden zesmaal. Van 2021 tot 2022 speelde hij voor het tweede elftal van FC Schalke 04. In januari 2023 sloot hij bij 1. FC Phönix Lübeck aan.

### Statistieken
| Seizoen                        | Club                | Land           | Competitie        | Competitie | Competitie | Beker | Beker | Totaal | Totaal |
| Seizoen                        | Club                | Land           | Competitie        | Wed.       | Dlp.       | Wed.  | Dlp.  | Wed.   | Dlp.   |
| ------------------------------ | ------------------- | -------------- | ----------------- | ---------- | ---------- | ----- | ----- | ------ | ------ |
| 2018/19                        | Le Touquet AC       | Frankrijk      | CN3               | 1          | 0          | 0     | 0     | 1      | 0      |
| 2020/21                        | TOP Oss             | Nederland      | Eerste divisie    | 3          | 0          | 1     | 0     | 4      | 0      |
| 2020/21                        | Wuppertaler SV      | Duitsland      | Regionalliga West | 18         | 6          | 3     | 1     | 21     | 7      |
| 2021/22                        | FC Schalke 04 II    | Duitsland      | Regionalliga West | 31         | 6          | –     | –     | 31     | 6      |
| 2022/23                        | 1. FC Phönix Lübeck | Duitsland      | Regionalliga Nord | 1          | 0          | –     | –     | 1      | 0      |
| Carrièretotaal                 | Carrièretotaal      | Carrièretotaal | Carrièretotaal    | 54         | 12         | 4     | 1     | 58     | 13     |
| Bijgewerkt op 21 februari 2023 |                     |                |                   |            |            |       |       |        |        |